# Écommoy
Écommoy est une commune française, située dans le département de la Sarthe en région Pays de la Loire, peuplée de 4 818 habitants.
La commune fait partie de la province historique du Maine, et se situe dans le Haut-Maine (Maine blanc).

## Géographie
Écommoy est une ville du sud de la Sarthe, située à 21 km au sud du centre-ville du Mans, sur l'axe Le Mans - Tours (le centre de cette dernière ville se trouvant à 58 km). Elle est située dans le Bélinois, entre l'agglomération mancelle (au nord), la vallée du Loir (au sud), la vallée de la Sarthe (à l'ouest) et la forêt de Bercé (à l'est).
Elle est desservie par l'autoroute A28 et par une gare sur la ligne Tours - Le Mans.

### Hameaux, lieux-dits et écarts
- L'allée de Fontenailles, allée menant du centre ville jusqu'au sud de la ville près de l'hippodrome.
- La Boissière
- Cruchet
- Morançais

### Communes limitrophes
| Laigné-en-Belin                 | Teloché | Saint-Mars-d'Outillé |
| Saint-Ouen-en-Belin             | Écommoy | Marigné-Laillé       |
| Saint-Biez-en-Belin Pontvallain | Mayet   | Marigné-Laillé       |

### Climat
Pour des articles plus généraux, voir Climat des Pays de la Loire et Climat de la Sarthe.
En 2010, le climat de la commune est de type climat océanique dégradé des plaines du Centre et du Nord, selon une étude du CNRS s'appuyant sur une série de données couvrant la période 1971-2000. En 2020, Météo-France publie une typologie des climats de la France métropolitaine dans laquelle la commune est dans une zone de transition entre le climat océanique et le climat océanique altéré et est dans la région climatique  Moyenne vallée de la Loire, caractérisée par une bonne insolation (1 850 h/an) et un été peu pluvieux. 
Pour la période 1971-2000, la température annuelle moyenne est de 11,1 °C, avec une amplitude thermique annuelle de 14,5 °C. Le cumul annuel moyen de précipitations est de 710 mm, avec 11,5 jours de précipitations en janvier et 6,8 jours en juillet. Pour la période 1991-2020, la température moyenne annuelle observée sur la station météorologique de Météo-France la plus proche, sur la commune de Luché-Pringé à 20 km à vol d'oiseau, est de 12,4 °C et le cumul annuel moyen de précipitations est de 658,2 mm,. Pour l'avenir, les paramètres climatiques de la commune estimés pour 2050 selon différents scénarios d'émission de gaz à effet de serre sont consultables sur un site dédié publié par Météo-France en novembre 2022.

## Urbanisme

### Typologie
Au 1er janvier 2024, Écommoy est catégorisée bourg rural, selon la nouvelle grille communale de densité à sept niveaux définie par l'Insee en 2022.
Elle appartient à l'unité urbaine d'Écommoy, une agglomération intra-départementale regroupant deux  communes, dont elle est ville-centre,,. Par ailleurs la commune fait partie de l'aire d'attraction du Mans, dont elle est une commune de la couronne,. Cette aire, qui regroupe 144 communes, est catégorisée dans les aires de 200 000 à moins de 700 000 habitants,.

### Occupation des sols
L'occupation des sols de la commune, telle qu'elle ressort de la base de données européenne d’occupation biophysique des sols Corine Land Cover (CLC), est marquée par l'importance des territoires agricoles (66,6 % en 2018), en diminution par rapport à 1990 (68,9 %). La répartition détaillée en 2018 est la suivante : 
zones agricoles hétérogènes (31 %), prairies (26,5 %), forêts (22,7 %), terres arables (9,1 %), zones urbanisées (6,7 %), zones industrielles ou commerciales et réseaux de communication (3 %), espaces verts artificialisés, non agricoles (1 %). L'évolution de l’occupation des sols de la commune et de ses infrastructures peut être observée sur les différentes représentations cartographiques du territoire : la carte de Cassini (XVIIIe siècle), la carte d'état-major (1820-1866) et les cartes ou photos aériennes de l'IGN pour la période actuelle (1950 à aujourd'hui).

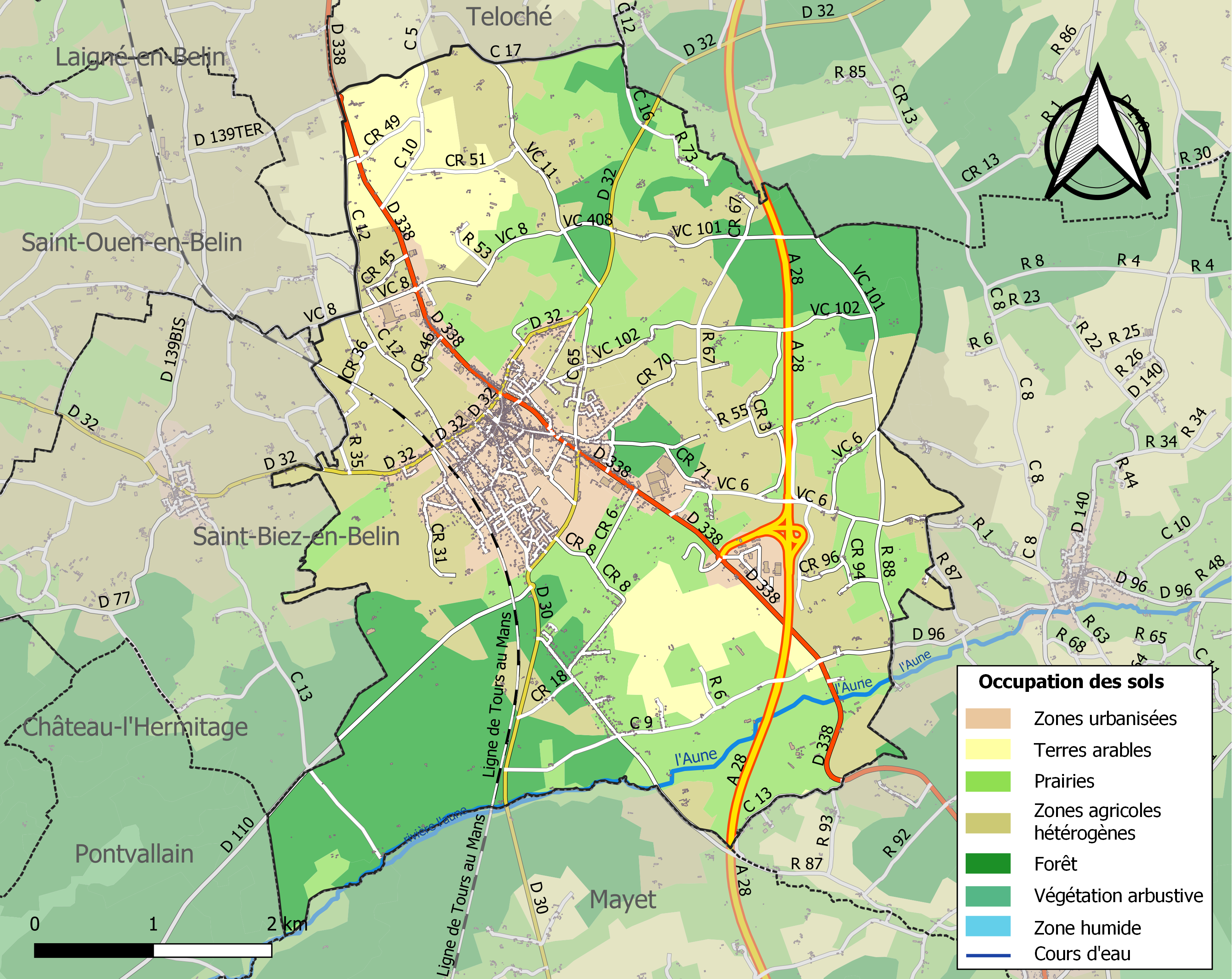
Carte des infrastructures et de l'occupation des sols de la commune en 2018 (CLC).

## Toponymie
Le gentilé est Écomméen.

## Démographie
L'évolution du nombre d'habitants est connue à travers les recensements de la population effectués dans la commune depuis 1793. Pour les communes de moins de 10 000 habitants, une enquête de recensement portant sur toute la population est réalisée tous les cinq ans, les populations de référence des années intermédiaires étant quant à elles estimées par interpolation ou extrapolation. Pour la commune, le premier recensement exhaustif entrant dans le cadre du nouveau dispositif a été réalisé en 2004.
En 2022, la commune comptait 4 818 habitants, en évolution de +4,02 % par rapport à 2016 (Sarthe : −0,25 %, France hors Mayotte : +2,11 %).
| 1793  | 1800  | 1806  | 1821  | 1831  | 1836  | 1841  | 1846  | 1851  |
| ----- | ----- | ----- | ----- | ----- | ----- | ----- | ----- | ----- |
| 2 645 | 2 662 | 2 752 | 2 926 | 3 499 | 3 580 | 3 674 | 3 683 | 3 631 |

| 1856  | 1861  | 1866  | 1872  | 1876  | 1881  | 1886  | 1891  | 1896  |
| ----- | ----- | ----- | ----- | ----- | ----- | ----- | ----- | ----- |
| 3 636 | 3 615 | 3 684 | 3 685 | 3 615 | 3 666 | 3 709 | 3 688 | 3 716 |

| 1901  | 1906  | 1911  | 1921  | 1926  | 1931  | 1936  | 1946  | 1954  |
| ----- | ----- | ----- | ----- | ----- | ----- | ----- | ----- | ----- |
| 3 674 | 3 726 | 3 779 | 3 366 | 3 431 | 3 423 | 3 529 | 3 773 | 3 745 |

| 1962  | 1968  | 1975  | 1982  | 1990  | 1999  | 2004  | 2006  | 2009  |
| ----- | ----- | ----- | ----- | ----- | ----- | ----- | ----- | ----- |
| 3 765 | 3 810 | 4 069 | 4 148 | 4 235 | 4 316 | 4 495 | 4 599 | 4 666 |

| 2014  | 2019  | 2022  | - | - | - | - | - | - |
| ----- | ----- | ----- | - | - | - | - | - | - |
| 4 648 | 4 744 | 4 818 | - | - | - | - | - | - |

| Hommes | Femmes |
| ------ | ------ |
| 48,1 % | 51,9 % |

| Plus de 75 ans | 11,4 % |
| 60 - 74 ans    | 16,4 % |
| 40 - 59 ans    | 24,4 % |
| 20 - 39 ans    | 24,7 % |

## Économie
| Chômeurs | 12,3 % | 224 hab  |
| Actifs   | 42,1 % | 1825 hab |

| Agriculteurs                              | 2 %    |
| Artisans, commerçants, chefs d'entreprise | 6,8 %  |
| Cadres, professions intellectuelles       | 7 %    |
| Professions intermédiaires                | 18,6 % |
| Employés                                  | 28,4 % |
| Ouvriers                                  | 37,3 % |

Écommoy compte plusieurs industries et services : la zone industrielle de l'échangeur, située à la jonction entre l'A28 et la D 338 (ex-N 138), sur la route de Tours, au sud de la ville, lieu-dit les Truberdières. Cette zone industrielle compte plusieurs entreprises : Jemini (fabricant de jouets), Belipa (construction de panneaux de bois en aggloméré), Sonnleitner (construction maisons bois), Loridan (conditionnement de pommes de terre), API Restauration (cuisine centrale pour livraisons de repas), Matras (charpente)… Il s'agit d'une zone en construction liée à l'arrivée de l'autoroute, dont l'originalité depuis 2009 est l'implantation d'une centrale solaire privée en toiture de bâtiments avec disponibilité des locaux pour les entreprises.
Il existe également la zone commerciale du Soleil, située route du Mans, au nord d'Écommoy. Cette zone compte trois supermarchés dont un centre commercial.
Le centre-ville est animé par des agences bancaires et d'assurances, de petits commerçants, des garagistes (principalement le long de la D 338 (ex-N 138)). Le centre de tri postal 72220 est situé route de Saint-Mars d'Outillé, à l'entrée nord de la ville, JB Sol Transport est situé route de Mayet et MSTC (cartonnage) en direction de Saint-Biez.

## Culture locale et patrimoine

### Lieux et monuments
- L'allée de Fontenailles, allée créée à l'époque de Louis XIV par le jardinier du roi. La plupart des équipements municipaux ont été construits autour de cette allée : école maternelle et collège, terrains de basket-ball, football, skate-parc[21], piscine communautaire…
- Les Pierres Tournantes (visibles dans les landes du Rhonne). La légende des Pierres Tournantes remonte au Moyen Âge. Elle raconte qu'à la nuit tombée, les mégalithes d'environ 10 à 15 tonnes chacun se soulèvent et tournent dans les airs. La légende raconte également qu'elles bouchaient une importante réserve d'eau qui, si on les enlevait, submergerait la ville d'Écommoy. Ces pierres ont été déplacées lors du chantier de l'autoroute A28 et replacées dans un site aménagé pour les touristes et promeneurs.

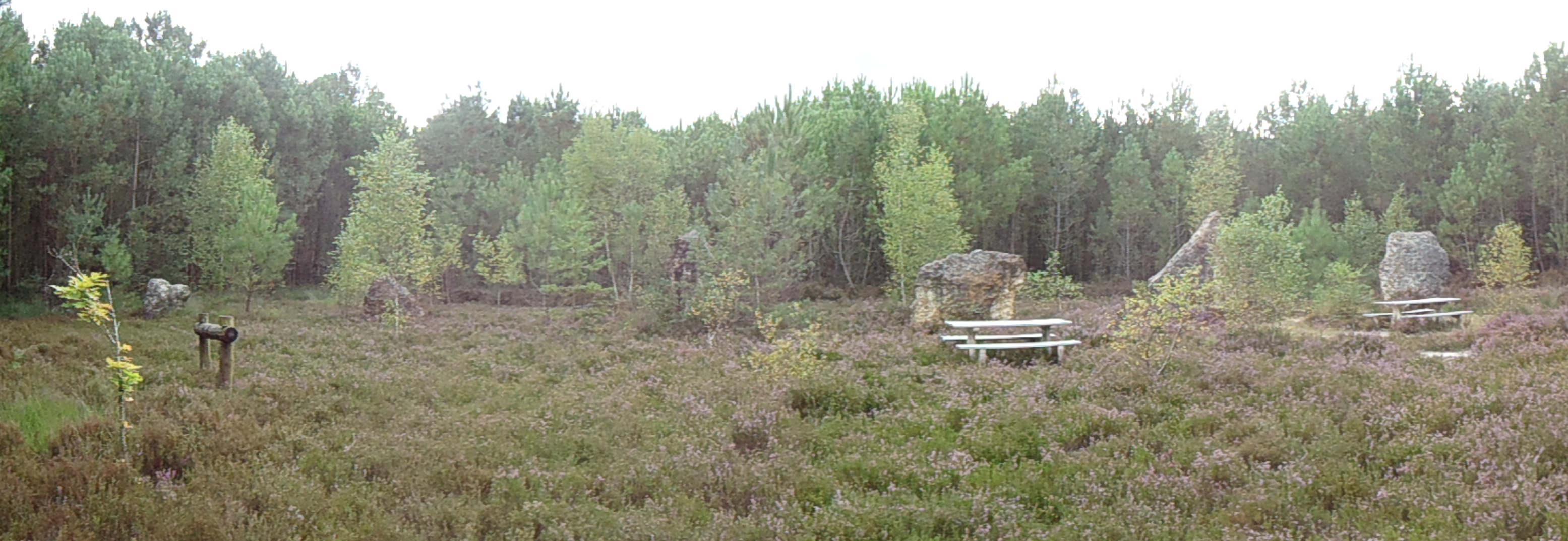
Les pierres tournantes.

#### Patrimoine religieux

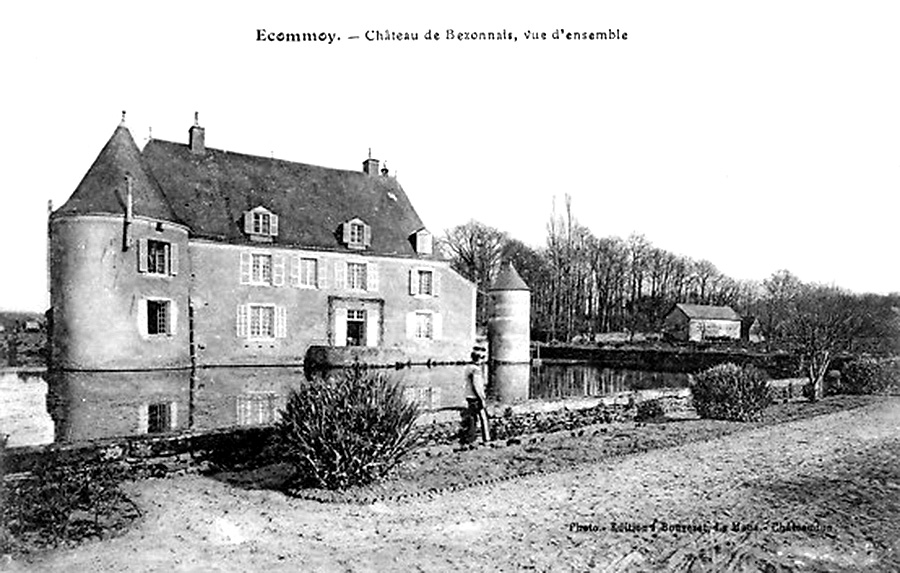
Le château de Bezonnais, vers 1900

- Église Saint-Martin, du XIXe siècle, construite à partir de 1840, inscrite au titre des monuments historiques en 2007[22]. Située en centre-ville, une place piétonne est aménagée devant le parvis pour le confort des paroissiens.
- Presbytère.
- Ancienne chapelle Notre-Dame-des-Anges de la Grand'Maison.
- Ancienne chapelle de la Conception du château de Fontenaille.

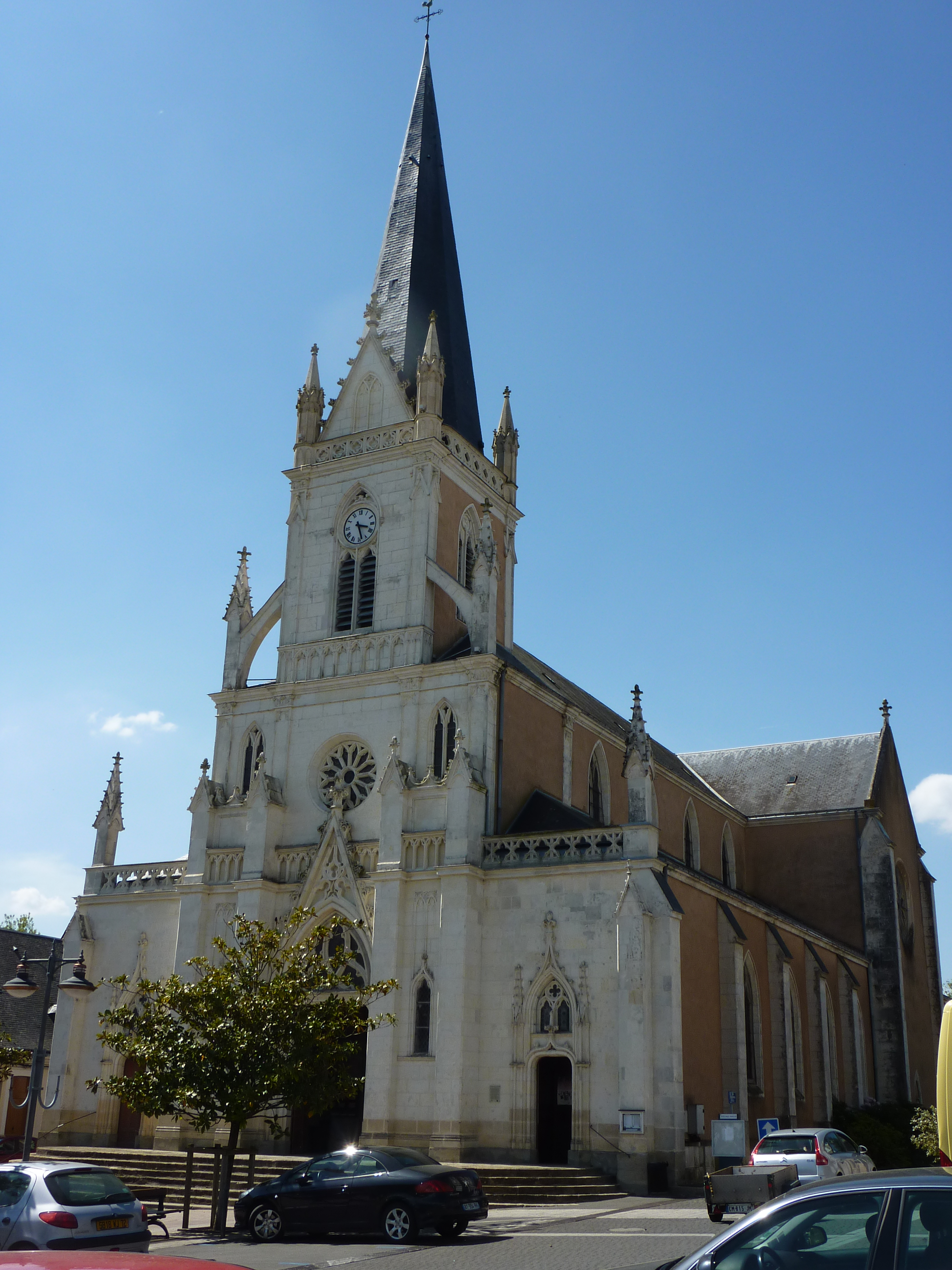
L'église Saint-Martin.
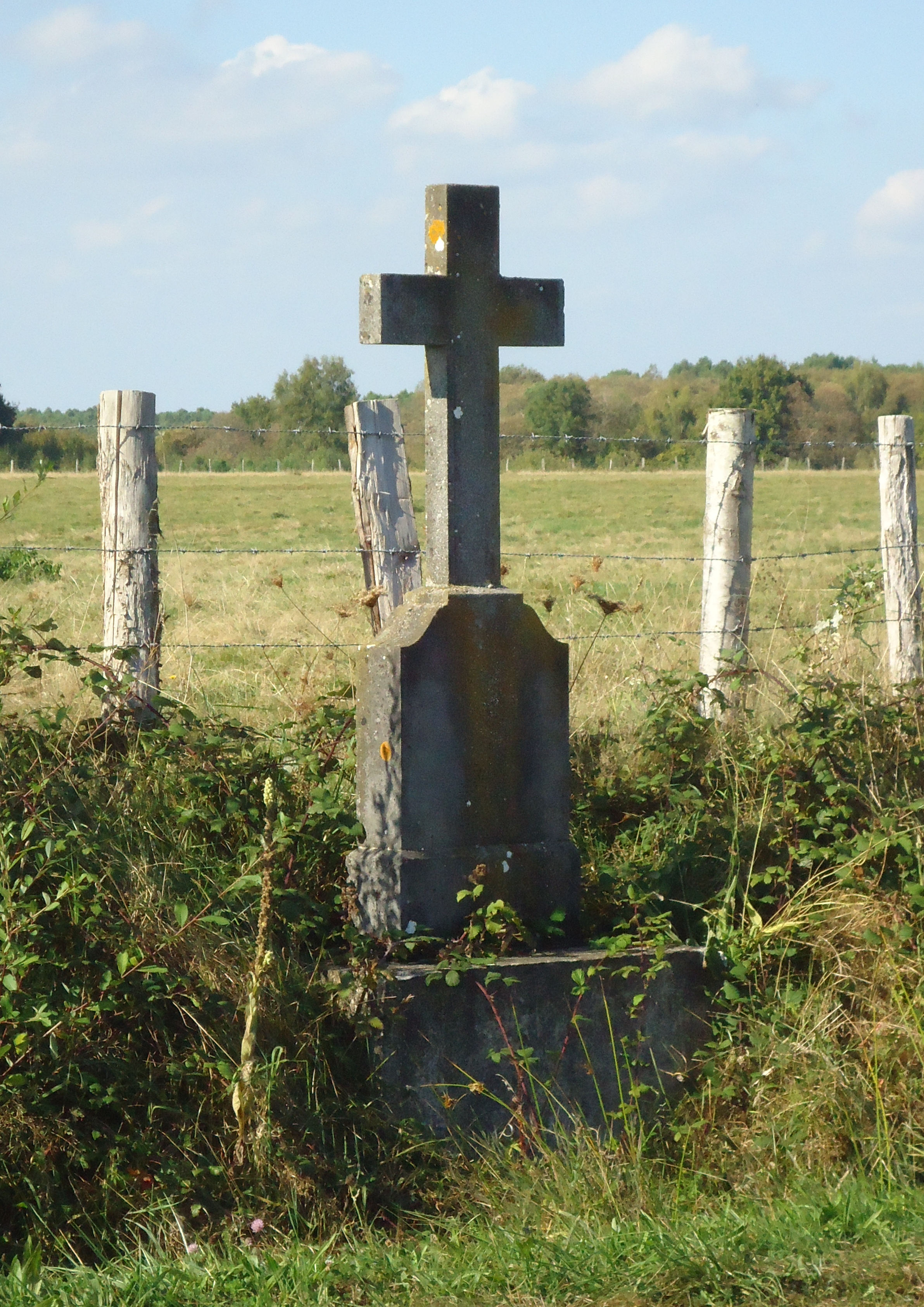
Le calvaire de la Fosse.

#### Patrimoine civil
- Château de Fontenaille, ancien couvent de Béthanie, du XVIIe siècle, partiellement inscrit au titre des monuments historiques en 1943[23].
- Château de Bezonnais.
- Château Rouge, encore appelé « la Tombelle ».
- Château de la Boissière.
- Grande Maison, probablement du XVe siècle, ancienne demeure dépendant du château de Fontenailles ou d'un seigneur de Mulsanne[24]. Restaurée, elle accueille désormais une maison médicale.
- Moulin de Morancé ou Morançay, ancien moulin à eau ayant appartenu au prieuré de Château-l'Hermitage.

### Activité et manifestations

#### Sports
L'hippodrome de Fontenailles: Situé au cœur de la Sarthe, le champ de courses d'Écommoy accueille sept réunions de trot, de plat et d'obstacle du 23 mars au 21 septembre. Classé hippodrome de première catégorie au trot, deux réunions avec support PMU y sont même organisées chaque année.

#### Jumelages
- Stuhr (Allemagne).

#### Manifestations
- La foire de la Sainte-Catherine.
- La foire de printemps.
- Le marché de Noël.

### Personnalités liées à la commune
- Benoît-Jean-Gabriel-Armand de Ruzé d'Effiat (1780-1870), homme politique, propriétaire.
- Raymond Dronne (1908–1991, Écommoy), administrateur colonial, Français libre, Compagnon de la Libération, commandant du premier détachement de la 2e division blindée à être entré dans Paris à la Libération, maire d'Écommoy, sénateur puis député.
- Philippe Hersent (né en 1908 à Écommoy), acteur.
- Jean-Patrick Gille (né en 1962 à Écommoy), député.

### Héraldique
| Blason de Écommoy | Blason  | Vairé de gueules et d'argent à la fasce de gueules chargée de trois besants d'or. |
| Blason de Écommoy | Détails | Adopté le 18 avril 1961.                                                          |